# Natalia Zeta
Natalia Llata Solana (Santander, Cantabria; 29 de diciembre de 1983), conocida como Natalia Zeta, es una actriz pornográfica retirada española.

## Biografía

### Inicios
Pasa su infancia en Cantabria y permanece ahí hasta que sus padres se separan. Tras eso se muda a Madrid donde rápidamente abandona los estudios para ponerse a trabajar. Su primero empleo es el de camarera. Posteriormente ingresa en una agencia de espectáculos para la cual alterna trabajos de bailarina en una discoteca con otros en los que hace fotografía erótica o estriptis.

### Carrera como actriz porno
En 2005, con 21 años, le ofrecen hacer porno junto a su novio de la época. Rueda así su primera escena. Tras eso aparece en diversas producciones españolas como: Coches Calientes Para Chicas Guarras (2006), Café Diablo (2006), Room 666 (2006) —donde rueda su primera escena con Nacho Vidal— o The Gift (2006) por la cual es premiada con la Ninfa a la mejor actriz española de reparto.
En 2007 empieza a trabajar para la productora Private, para la que rueda títulos como Quad Desert Anal Fury, Evil Geishas Hotel o Private Poker. Ya en 2008 participó en Cast 2 (una producción de la norteamericana Evil Angel) o Fucking Your Ass Is The Best Sport Ever 3 (donde vuelve a trabajar para Private). En 2010 grabó para la productora Cumlouder.
En casi todas sus escenas la actriz realiza sexo anal.
Ha aparecido en revistas masculinas como Private, Forward Edge, SIE7E o Primera Línea y en revistas especializadas en tuning (una de sus grandes pasiones). Actualmente está retirada.

## Premios
- 2006 Ninfa a la mejor actriz española de reparto.[5]
- 2008 Prop0rn’08 a la mejor actriz en internet.[4]

## Filmografía parcial
- Fiebre en Ibiza (2005) alias Ibiza Fever
- Café Diablo (2006)
- Coches calientes para chicas guarras (2006)
- Depravada (2006)
- Nacho Rides Again (2006)
- Evil Geishas Hotel (2007)
- Lorna Goes Wild (2007) alias El fuego de Lorna
- Private Poker (2007)
- Quad Desert Anal Fury (2007)
- Room 666 (2007)
- Sextreme Surf Bodies (2007)
- Stars in Heat (2007)
- Vertical Sex Limit (2007)
- Wild Wet Beaches (2007)
- Cast 2 (2008)
- Fucking Your Ass Is The Best Sport Ever 3 (2008)
- Los Castings de Giancarlo 2 (2008)
- Sex Building (2008)